# سبيس إكس آكسيوم سبيس 1
سبيس إكس آكسيوم سبيس 1 (إيه إكس 1) هي مهمة مُخطط لها إلى محطة الفضاء الدولية (آي إس إس) على متن مركبة كرو دراغون الخاصة بشركة سبيس إكس التي تدير المهمة نيابة عن شركة آكسيوم سبيس. ستنطلق الرحلة في يناير 2022 في مهمة إلى محطة الفضاء الدولية لمدة ثمانية أيام تقريبًا مع أربعة أشخاص على متنها: مايكل لوبيز أليجريا، رائد فضاء مدرب باحترافية عُين من قِبل شركة آكسيوم سبيس، وإيتان ستيب من إسرائيل، ولاري كونور من الولايات المتحدة، ومارك باثي من كندا. كان من المتوقع إرسال توم كروز ودوج ليمان على متن الرحلة لتصوير فلمٍ في محطة الفضاء الدولية، ولكن أُعلن لاحقًا أنهما سيسافران في رحلة لاحقة.

## نظرة عامة
تأسست شركة آكسيوم سبيس في عام 2016 بهدف إنشاء أول محطة فضاء تجارية في العالم. في أوائل عام 2020، أعلنت وكالة ناسا أن آكسيوم قد مُنحت حق إذن الوصول إلى المنفذ الأمامي لوحدة هارموني لمحطة الفضاء الدولية، حيث تخطط شركة آكسيوم إرساء قسم آكسيوم المداري؛ التي هي وحدة مُجمعة من ثلاث وحدات مضغوطة على الأقل ونافذة رصد كبيرة - على غرار كوبلا (القبة) المُتصلة بمحطة الفضاء الدولية – والتي ستسهل تنفيذ أنشطة الشركة في مدار أرضي منخفض. قبل إطلاق الوحدة الأولى في عام 2024، خططت أكسيوم تنظيم وإرسال مهمات مأهولة إلى محطة الفضاء الدولية، التي ستشمل سياحًا للفضاء أو رواد فضاء من الوكالات الحكومية أو المنظمات الخاصة. في مارس 2020، أعلنت أكسيوم أنها ستتعاون مع سبيس إكس لإطلاق رحلة إلى محطة الفضاء الدولية على متن مركبة كرو دراغون التابعة لسبيس إكس في أواخر عام 2021. ستكون هذه المهمة أول مهمة مأهولة تجارية بالكامل إلى محطة الفضاء الدولية، وواحدة من أولى رحلات السياحة الفضائية المدارية، جنبًا إلى جنب مع مهمة سويوز إم إس 20 التابعة لوكالة روسكوزموس، المقرر إطلاقها أيضًا في أواخر عام 2021. بعد هذه الرحلة، تخطط آكسيوم إطلاق رحلات مأهولة إلى محطة الفضاء الدولية بمعدل مرتين سنويًا، «تماشيًا مع فرص الإطلاق التي توفرها ناسا».

## طاقم المهمة
في الأصل، كان من المخطط أن يشمل طاقم المهمة مايكل لوبيز أليجريا وتوم كروز ودوغ ليمان[محل شك] وإيتان ستيب.[إخفاق التحقق] أُعلِن أن كل مقعد على متن الرحلة سيكلف 55 مليون دولار أمريكي. في أوائل عام 2021، أُعلِن عن تأجيل إرسال كروز وليمان «لمدة عام أو عامين» لأسباب لم يُكشف عنها بعد.
بعد إطلاق مهمة ديمو 2، أول رحلة تجريبية مأهولة لمركبة دراغون 2، قال مايكل سوفريديني، الرئيس التنفيذي لآكسيوم، أنهم يخططون للإعلان عن أسماء الطاقم في «شهر أو نحو ذلك»؛ أفاد موقع آرس تكنيكا أن الطاقم الكامل «من المحتمل أن يُكشف عنه في يناير 2021».
في 26 يناير 2021، كشفت آكسيوم عن الطاقم الكامل للمهمة المؤلف من مايكل لوبيز أليجريا ولاري كونور ومارك باثي وإيتان ستيب. وأعلنوا أيضًا أن بيجي ويتسون ستكون القائد الاحتياطي للمهمة وأن جون شوفنر سيكون الطيار الاحتياطي. مايكل لوبيز أليجريا هو رائد فضاء سابق في ناسا ونائب رئيس شركة آكسيوم سبيس. جون شوفنر هو طيار استعراضي ورائد أعمال، وليس موظفًا في آكسيوم ولا رائد فضاء مُدربًا من قبل الحكومة. بيغي ويتسون هي رائدة فضاء سابقة في ناسا ومستشارة في آكسيوم.

## المهمة
من المتوقع إطلاق المهمة في يناير 2022، على متن صاروخ فالكون 9 بلوك 5 من مجمع الإطلاق 39 إيه (إل سي 39 إيه) من مركز كينيدي للفضاء، التي هي منصة إطلاق مملوكة لناسا مؤجرة إلى سبيس إكس لإطلاق صواريخ فالكون 9. وفقًا لقائد المهمة مايكل لوبيز أليجريا، ستُطلق المهمة على متن مركبة كرو دراغون ريزيليانس. ستقضي المركبة الفضائية يومين قبل الوصول إلى المحطة والالتحام بوحدة هارموني، حيث ستقضي ثمانية أيام على متن محطة الفضاء الدولية. بعد انتهاء المهمة في محطة الفضاء الدولية، ستنفصل المركبة الفضائية لتعود إلى الأرض وتهبط على سطح المحيط الأطلسي.
يُطلق على الجزء الإسرائيلي من المهمة اسم راكية، الذي هو عنوان الكتاب الذي نُشر مع أجزاء مذكرات رائد الفضاء الإسرائيلي إيلان رامون، التي نجت من كارثة مكوك كولومبيا الفضائي عام 2003.